# ماتس سوندین
ماتس سوندین (انگلیسی: Mats Sundin؛ زادهٔ ۱۳ فوریهٔ ۱۹۷۱) بازیکن هاکی روی یخ اهل سوئد بود.
وی همچنین برندهٔ جوایزی همچون تالار افتخارات هاکی شده‌است.
از باشگاه‌هایی که در آن بازی کرده‌است می‌توان به ونکوور کناکز اشاره کرد.